# Petrogale lateralis
El walabí de las rocas de flancos negros (Petrogale lateralis), también conocido como warru, es una especie de marsupial diprotodonto de la familia Macropodidae, uno de los varios walabíes de las rocas, del género Petrogale. Inicialmente descrito como Petrogale lateralis purpureicollise (Le Souef en 1924), el walabí de las rocas de flancos negros, es considerado ahora como una especie diferente.

## Descripción
Este walabí, es un animal bastante cauteloso, presenta manchas negras y grises que le permiten mimetizarse entre las rocas que lo circundan, en tanto que el color se hace más claro durante verano. Tiene pelambre corto, grueso, lanoso y es particularmente densa alrededor de la base de la cola, de la grupa y de los flancos. Su cola larga, llena de cerdas,  es absolutamente útil para conservar el balance, pues salta a partir de una roca a otra, y las plantas de sus pies tienen una textura que evita resbalarse.
Vive en grupos de 10 a 100 individuos. Se alimenta generalmente en la noche en zonas abiertas donde puede encontrar frutas, hojas y una gran variedad de hierbas, porque la mayor parte del agua que tiene en su organismo, viene de su dieta.
Los individuos alcanzan madurez sexual en 1-2 años de edad, momento después del cual la crianza es continua, dependiendo de la precipitación. El período de gestación dura alrededor 30 días, y como otros marsupiales jóvenes, los jóvenes se desarrollan y amamantan dentro de la bolsa de la madre, (marsupio) hasta que estén listos para irse. Desemejante de otros canguros y walabíes, las madres dejan sus jóvenes en un lugar abrigado mientras que alimentan.
La depredación por parte de los zorros introducidos en la región, los gatos salvajes, el daño del hábitat causado por las ovejas, las cabras y los conejos y los incendios en su hábitat, han hecho que la población de estos walabíes, hayan disminuido. Se protegen varios sitios en donde están las poblaciones de walabí, y un plan de recuperación está en curso. El control del zorro se ha establecido en varios sitios.

## Clasificación

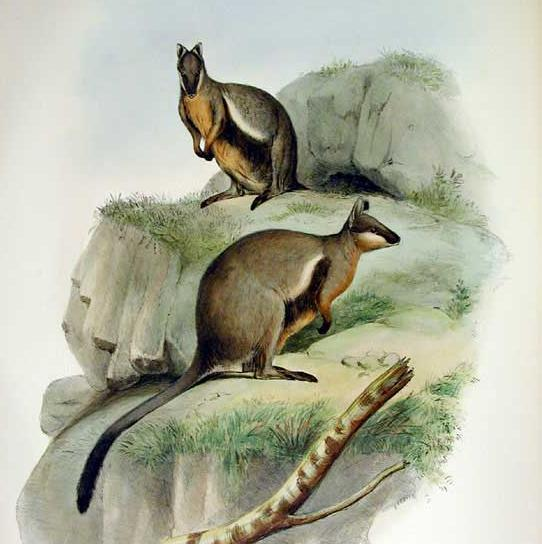
Ilustración por Gould

La especie fue descrita por John Gould en 1842. Hay dos subespecies además de la subespecie nominal: 
- Petrogale lateralis hacketti - walabí de las rocas refinado.
- Petrogale lateralis pearsoni - walabí de las rocas de la isla Pearson.

- Wikispecies tiene un artículo sobre Petrogale lateralis.
- Wikimedia Commons alberga una galería multimedia sobre Petrogale lateralis.